# 二项式定理

二项式系数出现在杨辉三角（帕斯卡三角）中。除边缘的数字外，其他每一个数都为其上方两数之和。

二项式定理（英語：Binomial theorem）描述了二项式的幂的代数展开。根据该定理，可以将两个数之和的整数次幂诸如{\displaystyle (x+y)^{n}}展开为类似{\displaystyle ax^{b}y^{c}}项之和的恒等式，其中{\displaystyle b}、{\displaystyle c}均为非负整数且{\displaystyle b+c=n}。系数{\displaystyle a}是依赖于{\displaystyle n}和{\displaystyle b}的正整数。当某项的指数为0时，通常略去不写。例如：
{\displaystyle (x+y)^{4}\;=\;x^{4}\,+\,4x^{3}y\,+\,6x^{2}y^{2}\,+\,4xy^{3}\,+\,y^{4}.}
{\displaystyle ax^{b}y^{c}}中的系数{\displaystyle a}被称为二项式系数，记作{\displaystyle {\tbinom {n}{b}}}或{\displaystyle {\tbinom {n}{c}}}（二者值相等）。二项式定理可以推广到任意实数次幂，即广义二项式定理。

## 历史
二项式系数的三角形排列通常被认为是法国数学家布莱兹·帕斯卡的贡献，他在17世纪描述了这一现象。但早在他之前，就曾有数学家进行类似的研究。例如，古希腊数学家欧几里得于公元前4世纪提到了指数为2的情况。公元前三世纪，印度数学家青目探讨了更高阶的情况。帕斯卡三角形的雏形于10世纪由印度数学家大力羅摩发现。在同一时期，波斯数学家卡拉吉和数学家兼诗人歐瑪爾·海亞姆得到了更为普遍的二项式定理的形式。13世纪，中国数学家杨辉也得到了类似的结果。卡拉吉用数学归纳法的原始形式给出了二项式定理和帕斯卡三角形(巴斯卡三角形)的有关证明。艾萨克·牛顿勋爵将二项式定理的系数推广到有理数。

## 定理的陈述
根据此定理，可以将{\displaystyle x+y}的任意次幂展开成和的形式
{\displaystyle (x+y)^{n}={n \choose 0}x^{n}y^{0}+{n \choose 1}x^{n-1}y^{1}+{n \choose 2}x^{n-2}y^{2}+\cdots +{n \choose n-1}x^{1}y^{n-1}+{n \choose n}x^{0}y^{n},}
其中每个{\displaystyle {\tbinom {n}{k}}} 为一个称作二项式系数的特定正整数，其等於{\displaystyle {\frac {n!}{k!(n-k)!}}}。这个公式也称二项式公式或二项恒等式。使用求和符号，可以把它写作
{\displaystyle (x+y)^{n}=\sum _{k=0}^{n}{n \choose k}x^{n-k}y^{k}=\sum _{k=0}^{n}{n \choose k}x^{k}y^{n-k}.}
后面的表达式只是将根据{\displaystyle x}与{\displaystyle y}的对称性得出的，通过比较发现公式中的二项式系数也是对称的。
二项式定理的一个变形是用 1 来代换{\displaystyle y}得到的，所以它只涉及一个变量。在这种形式中，公式写作
{\displaystyle (1+x)^{n}={n \choose 0}x^{0}+{n \choose 1}x^{1}+{n \choose 2}x^{2}+\cdots +{n \choose {n-1}}x^{n-1}+{n \choose n}x^{n},}
或者等价地
{\displaystyle (1+x)^{n}=\sum _{k=0}^{n}{n \choose k}x^{k}.}

## 几何释义

对直到四次幂的二项式的可视化

对于正值{\displaystyle a}和{\displaystyle b}，二项式定理，在{\displaystyle n=2}时是在几何上的明显事实，边为{\displaystyle a+b}的正方形，可以切割成1个边为{\displaystyle a}的正方形，1个边为{\displaystyle b}的正方形，和2个边为{\displaystyle a}和{\displaystyle b}的长方形。对于{\displaystyle n=3}，定理陈述了边为{\displaystyle a+b}的立方体，可以切割成1个边为{\displaystyle a}的立方体，1个边为{\displaystyle b}的立方体，3个{\displaystyle a\times a\times b}长方体，和3个{\displaystyle a\times b\times b}长方体。
在微积分中，此图解也给出导数{\displaystyle (x^{n})'=nx^{n-1}}的几何证明。设{\displaystyle a=x}且{\displaystyle b=\Delta x}，将{\displaystyle b}解释为{\displaystyle a}的无穷小量改变，则此图解将无穷小量改变，显示为{\displaystyle n}维超立方体 {\displaystyle (x+\Delta x)^{n}}：
{\displaystyle (x+\Delta x)^{n}=x^{n}+nx^{n-1}\Delta x+{\tbinom {n}{2}}x^{n-2}(\Delta x)^{2}+\cdots .}
其中（针对{\displaystyle \Delta x}的）线性项的系数是{\displaystyle nx^{n-1}}，将公式代入采用差商的导数定义并取极限，意味着忽略高阶项{\displaystyle (\Delta x)^{2}}和更高者，产生公式：{\displaystyle (x^{n})'=nx^{n-1}}。若再进行积分，这对应于应用微积分基本定理，则得到卡瓦列里求积公式：{\displaystyle \textstyle {\int x^{n-1}\,dx={\tfrac {1}{n}}x^{n}}}。

## 證明

### 數學歸納法
當{\displaystyle n=1}，
{\displaystyle (a+b)^{1}=\sum _{k=0}^{1}{1 \choose k}a^{1-k}b^{k}={1 \choose 0}a^{1}b^{0}+{1 \choose 1}a^{0}b^{1}=a+b}

假設二项展开式在 {\displaystyle n=m} 時成立。若{\displaystyle n=m+1}，
{\displaystyle {\begin{aligned}(a+b)^{m+1}&=a(a+b)^{m}+b(a+b)^{m}\\&=a\sum _{k=0}^{m}{m \choose k}a^{m-k}b^{k}+b\sum _{j=0}^{m}{m \choose j}a^{m-j}b^{j}\\&=\sum _{k=0}^{m}{m \choose k}a^{m-k+1}b^{k}+\sum _{j=0}^{m}{m \choose j}a^{m-j}b^{j+1}\ \ \ \ \ {\text{( 將 }}a{\text{, }}b{\text{) }}\\&=a^{m+1}+\sum _{k=1}^{m}{m \choose k}a^{m-k+1}b^{k}+\sum _{j=0}^{m}{m \choose j}a^{m-j}b^{j+1}\ \ \ \ \ {\text{ 取 出 }}k=0{\text{ 的 項 }}\\&=a^{m+1}+\sum _{k=1}^{m}{m \choose k}a^{m-k+1}b^{k}+\sum _{k=1}^{m+1}{m \choose k-1}a^{m-k+1}b^{k}\ \ \ \ \ {\text{設 }}j=k-1\\&=a^{m+1}+\sum _{k=1}^{m}{m \choose k}a^{m-k+1}b^{k}+\sum _{k=1}^{m}{m \choose k-1}a^{m+1-k}b^{k}+b^{m+1}\ \ \ \ \ {\text{取 出 }}k=m+1{\text{項 }}\\&=a^{m+1}+b^{m+1}+\sum _{k=1}^{m}\left[{m \choose k}+{m \choose k-1}\right]a^{m+1-k}b^{k}\ \ \ \ \ {\text{兩 者 加 起 }}\\&=a^{m+1}+b^{m+1}+\sum _{k=1}^{m}{m+1 \choose k}a^{m+1-k}b^{k}\ \ \ \ \ {\text{套 用 帕 斯 卡 法 則 }}\\&=\sum _{k=0}^{m+1}{m+1 \choose k}a^{m+1-k}b^{k}\end{aligned}}}

### 組合方法
考慮{\displaystyle (a+b)^{7}=(a+b)(a+b)(a+b)(a+b)(a+b)(a+b)(a+b)}，共7個括號相乘，從7個括號選出其中的4個括號中的{\displaystyle a}，再從剩餘的3個括號中選出3個{\displaystyle b}相乘，便得一組{\displaystyle a^{4}b^{3}}，而這樣的選法共有{\displaystyle {\tbinom {7}{4}}}種，故總共有{\displaystyle {\tbinom {7}{4}}}個{\displaystyle a^{4}b^{3}}；其他各項同理。
同理，{\displaystyle (a+b)^{n}=(a+b)(a+b)....(a+b)(a+b)}，共{\displaystyle n}個括號相乘，從{\displaystyle n}個括號選出其中的{\displaystyle k}個括號中的{\displaystyle a}，再從剩餘的{\displaystyle (n-k)}個括號中選出{\displaystyle (n-k)}個{\displaystyle b}相乘，便得一組{\displaystyle a^{k}b^{n-k}}，而這樣的選法共有{\displaystyle {\tbinom {n}{k}}}種，故總共有{\displaystyle {\tbinom {n}{k}}}個{\displaystyle a^{k}b^{n-k}}；其他各項同理。

### 不盡相異物排列方法
考慮{\displaystyle (a+b)^{7}=(a+b)(a+b)(a+b)(a+b)(a+b)(a+b)(a+b)}，每一個括號可以出{\displaystyle a}或出{\displaystyle b}，而最後要有4個{\displaystyle a}、3個{\displaystyle b}相乘，這形同{\displaystyle aaaabbb}的「不盡相異物排列」，其方法數為{\displaystyle {\frac {7!}{4!\times 3!}}}，恰好等於{\displaystyle {\tbinom {7}{4}}}；其他各項同理。
同理，{\displaystyle (a+b)^{n}=(a+b)(a+b)....(a+b)(a+b)}，每一個括號可以出{\displaystyle a}或出{\displaystyle b}，而最後要有{\displaystyle k}個{\displaystyle a}、{\displaystyle (n-k)}個{\displaystyle b}相乘，這形同{\displaystyle \underbrace {aa\ldots aa} _{k}\underbrace {bb\ldots bb} _{n-k}}的「不盡相異物排列」，其方法數為{\displaystyle {\frac {n!}{k!\times (n-k)!}}}，恰好等於{\displaystyle {\tbinom {n}{k}}}；其他各項同理。

### 一般形式的证明
通常二项式定理可以直接使用泰勒公式进行证明. 下面的方法不使用泰勒公式

设{\displaystyle f(x)=(1+x)^{a}}, {\displaystyle g(x)=\sum _{k=0}^{\infty }{a \choose k}x^{k}}。注意只有当{\displaystyle |x|<1}时上述两个函数才收敛
- 首先证明 {\displaystyle g(x)}收敛于{\displaystyle |x|<1}。这里省略
- 之后，易得{\displaystyle f(x)}满足微分方程︰{\displaystyle (1+x)f'(x)=af(x)}。用求导的一般方法就能得到这个结论，这里省略
- 再证明 {\displaystyle g(x)}亦满足上述微分方程︰

{\displaystyle g(x)=1+\sum _{k=1}^{\infty }{a \choose k}x^{k}}
{\displaystyle {\begin{aligned}g'(x)&=\sum _{k=1}^{\infty }{a \choose k}kx^{k-1}\\&=\sum _{k=0}^{\infty }{a \choose {k+1}}(k+1)x^{k}\\&=\sum _{k=0}^{\infty }{a \choose k}(a-k)x^{k}\\\end{aligned}}}
因为
{\displaystyle {\begin{aligned}{a \choose {k+1}}(k+1)&={\frac {(a)(a-1)\cdots (a-k+1)(a-k)}{(k+1)!}}(k+1)\\&={\frac {(a)(a-1)\cdots (a-k+1)(a-k)}{k!}}\\&={a \choose k}(a-k)\end{aligned}}}
于是
{\displaystyle {\begin{aligned}(1+x)g'(x)&=g'(x)+x\sum _{k=1}^{\infty }{a \choose k}kx^{k-1}\\&=\sum _{k=0}^{\infty }{a \choose k}(a-k)x^{k}+\sum _{k=1}^{\infty }{a \choose k}kx^{k}\\&=\sum _{k=0}^{\infty }{a \choose k}(a-k)x^{k}+\sum _{k=0}^{\infty }{a \choose k}kx^{k}\\&=\sum _{k=0}^{\infty }{a \choose k}x^{k}(a-k+k)\\&=a\sum _{k=0}^{\infty }{a \choose k}x^{k}\\&=a\cdot g(x)\\\end{aligned}}}

因为 {\displaystyle \sum _{k=0}^{\infty }{a \choose k}kx^{k}={a \choose 0}\cdot 0x^{0}+\sum _{k=1}^{\infty }{a \choose k}kx^{k}=\sum _{k=1}^{\infty }{a \choose k}kx^{k}}
{\displaystyle {\frac {g'(x)}{g(x)}}={\frac {a}{1+x}}}
{\displaystyle \because {\frac {f'(x)}{f(x)}}={\frac {a}{1+x}}}
{\displaystyle \therefore {\frac {f'(x)}{f(x)}}={\frac {g'(x)}{g(x)}}}
{\displaystyle g'(x)f(x)=f'(x)g(x)}
- 根据除法定则，{\displaystyle {\frac {d}{dx}}\left({\frac {g(x)}{f(x)}}\right)={\frac {g'(x)f(x)-f'(x)g(x)}{(f(x))^{2}}}=0}
- 根据拉格朗日中值定理，{\displaystyle {\frac {g(x)}{f(x)}}}是常数函數.

{\displaystyle {\frac {g(x)}{f(x)}}={\frac {g(0)}{f(0)}}=1}
{\displaystyle f(x)=g(x)}

## 应用
牛顿以二项式定理作为基礎发明出了微积分。其在初等数学中应用主要在于近似、估计以及证明恒等式等。

### 证明组合恒等式
二项式定理给出的系数可以视为组合数 {\displaystyle {n \choose k}} 的另一种定义。 因此二项式展开与组合数的关系十分密切。 它常常用来证明一些组合恒等式。
(1)证明{\displaystyle \sum _{k=0}^{n}{n \choose k}^{2}={2n \choose n}}
可以考虑恒等式 {\displaystyle (1+x)^{n}(1+x)^{n}=(1+x)^{2n}}。 展开等式左边得到： {\displaystyle \sum _{i=0}^{n}\sum _{j=0}^{n}{n \choose i}{n \choose j}x^{i}x^{j}}。 注意这一步使用了有限求和与乘积可以交换的性质。 同时如果展开等式右边可以得到 {\displaystyle \sum _{k=0}^{2n}{2n \choose k}x^{k}}。 比较两边幂次为 {\displaystyle k} 的项的系数可以得到: {\displaystyle \sum _{i=0}^{k}{n \choose i}{n \choose k-i}={2n \choose k}}。 令 {\displaystyle k=n}，并注意到 {\displaystyle {n \choose i}={n \choose n-i}} 即可得到所要证明的结论。
(2)證明{\displaystyle \sum _{k=0}^{n}{n \choose k}=2^{n}}
因為{\displaystyle (x+y)^{n}=\sum _{k=0}^{n}{n \choose k}x^{n-k}y^{k}}
令{\displaystyle x=y=1}，代入上式，得
{\displaystyle {\begin{aligned}(1+1)^{n}&=2^{n}=\sum _{k=0}^{n}{n \choose k}\cdot 1^{n-k}\cdot 1^{k}\\&={n \choose 0}+{n \choose 1}+{n \choose 2}+\cdots +{n \choose n}\\&=\sum _{k=0}^{n}{n \choose k}\end{aligned}}}

### 多倍角恒等式
在复数中，二项式定理可以與棣莫弗公式結合，成為n倍角公式。根據棣莫弗公式：
{\displaystyle \cos \left(nx\right)+i\sin \left(nx\right)=\left(\cos x+i\sin x\right)^{n}.\,}
通過使用二项式定理，右邊的表達式可以擴展為
{\displaystyle \left(\cos x+i\sin x\right)^{2}=\cos ^{2}x+2i\cos x\sin x-\sin ^{2}x,}
由棣莫弗公式，实部与虚部对应，能夠得出
{\displaystyle \cos(2x)=\cos ^{2}x-\sin ^{2}x\quad {\text{and}}\quad \sin(2x)=2\cos x\sin x,}
即二倍角公式。同樣，因為
{\displaystyle \left(\cos x+i\sin x\right)^{3}=\cos ^{3}x+3i\cos ^{2}x\sin x-3\cos x\sin ^{2}x-i\sin ^{3}x,}
所以藉棣莫弗公式，能夠得出
{\displaystyle \cos(3x)=\cos ^{3}x-3\cos x\sin ^{2}x\quad {\text{and}}\quad \sin(3x)=3\cos ^{2}x\sin x-\sin ^{3}x.}
整體而言，多倍角恒等式可以寫作
{\displaystyle \cos(nx)=\sum _{k{\text{ even}}}(-1)^{\frac {k}{2}}{n \choose k}\cos ^{n-k}x\sin ^{k}x}
和
{\displaystyle \sin(nx)=\sum _{k{\text{ odd}}}(-1)^{\frac {k-1}{2}}{n \choose k}\cos ^{n-k}x\sin ^{k}x.}

### e级数
數學常數e的定義爲下列極限值：
{\displaystyle e=\lim _{n\to \infty }\left(1+{\frac {1}{n}}\right)^{n}.}
使用二项式定理能得出
{\displaystyle \left(1+{\frac {1}{n}}\right)^{n}=1+{n \choose 1}{\frac {1}{n}}+{n \choose 2}{\frac {1}{n^{2}}}+{n \choose 3}{\frac {1}{n^{3}}}+\cdots +{n \choose n}{\frac {1}{n^{n}}}.}
第{\displaystyle k}项之總和為
{\displaystyle {n \choose k}{\frac {1}{n^{k}}}\;=\;{\frac {1}{k!}}\cdot {\frac {n(n-1)(n-2)\cdots (n-k+1)}{n^{k}}}}
因為{\displaystyle n\to \infty }时，右邊的表达式趋近1。因此
{\displaystyle \lim _{n\to \infty }{n \choose k}{\frac {1}{n^{k}}}={\frac {1}{k!}}.}
這表明{\displaystyle e}可以表示为
{\displaystyle e=\sum _{k=0}^{\infty }{\frac {1}{k!}}={\frac {1}{0!}}+{\frac {1}{1!}}+{\frac {1}{2!}}+{\frac {1}{3!}}+\cdots .}

## 推广
该定理可以推广到对任意实数次幂的展开，即牛顿广义二项式定理：
{\displaystyle (x+y)^{\alpha }=\sum _{k=0}^{\infty }{\alpha  \choose k}x^{\alpha -k}y^{k}}。其中{\displaystyle {\alpha  \choose k}={\frac {\alpha (\alpha -1)...(\alpha -k+1)}{k!}}={\frac {(\alpha )_{k}}{k!}}}。

### 多项式展开
对于多元形式的多项式展开，可以看做二项式定理的推广：

{\displaystyle \left(x_{1}+x_{2}+...+x_{n}\right)^{k}=\sum _{\alpha _{1}+\alpha _{2}+...+\alpha _{n}=k}{\frac {k!}{\alpha _{1}!...\alpha _{n}!}}x_{1}^{\alpha _{1}}...x_{n}^{\alpha _{n}}}.
证明：

数学归纳法。对元数{\displaystyle n}做归纳：

当{\displaystyle n=2}时，原式为二项式定理，成立。
 假设对{\displaystyle n-1}元成立，则：
{\displaystyle {\begin{aligned}\left(x_{1}+x_{2}+...+x_{n}\right)^{k}&=((x_{1}+x_{2}+...+x_{n-1})+x_{n})^{k}\\&=\sum _{\alpha _{n}=0}^{k}{\frac {k!}{\alpha _{n}!\left(k-\alpha _{n}\right)!}}\left(x_{1}+x_{2}+...+x_{n-1}\right)^{k-\alpha _{n}}x_{n}^{\alpha _{n}}\\&=\sum _{\alpha _{n}=0}^{k}{\frac {k!}{\alpha _{n}!\left(k-\alpha _{n}\right)!}}\sum _{\alpha _{1}+\alpha _{2}+...+\alpha _{n-1}=k-\alpha _{n}}{\frac {\left(k-\alpha _{n}\right)!}{\alpha _{1}!...\alpha _{n-1}!}}x_{1}^{\alpha _{1}}...x_{n-1}^{\alpha _{n-1}}x_{n}^{\alpha _{n}}\\&=\sum _{\alpha _{1}+\alpha _{2}+...+\alpha _{n}=k}{\frac {k!}{\alpha _{1}!...\alpha _{n}!}}x_{1}^{\alpha _{1}}...x_{n}^{\alpha _{n}}\\\end{aligned}}}
证毕。